# معدل البتات
معدل البتات في سياق الاتصال عن عن بعد والحوسبة هو عدد البتات التي يجري نقلها أو معالجتها في الوحدة الزمنية الواحدة. ويُعبر عنه بوحدة البت في الثانية (بت/ث)، ويمكن أن يسبقها سوابق النظام الدولي للوحدات (مثل الكيلو، الميجا، الجيجا والتيرا). (يراعى عدم الخلط بين بت/الثانية وبايت/الثانية، حيث أن البايت تساوي 8 بتات).

## تقدير كميات معدل البتات
تُستخدم سوابق النظام الدولي للوحدات مثل الكيلو، الميجا، الجيجا والتيرا لتقدير كميات معدل البتات كالتالي:
| الوحدة         | عدد البتات               |
| 1كيلوبت/ثانية  | = 1000 بت/ت              |
| 1 ميجابت/ثانية | = 1,000,000 بت/ث         |
| 1 جيجابت/ثانية | = 1,000,000,000 بت/ث     |
| 1 تيرابت/ثانية | = 1,000,000,000,000 بت/ث |

## في سياق الاتصال عن بعد

### معدل البتات الإجمالي
يُشير مصطلح معدل البتات الإجمالي للطبقة المادية(ويُعرف أيضا بمعدل البت الخام، ومعدل تأشير البيانات، وإجمالي معدل نقل البيانات ومعدل الإرسال غير المشفر) إلى إجمالي عدد البتات المنقولة في الثانية عبر رابط اتصال، سواء كانت بيانات أساسية (تعرف باسم الحمولة) أو إضافة (مثل ترويسة البروتوكولات).

### معدل المعلومات
صافي معدل البتات للطبقة المادية (ويُعرف أيضا بمعدل المعلومات، ومعدل البتات المفيد،  ومعدل الحمولة،  معدل النقل المشفر،  معدل البيانات الفعال  وسرعة سلك قناة الاتصال الرقمية) هو سعة النقل بعد استبعاد الترويسة الزائدة لبروتوكولات الطبقة المادية.

### إنتاجية الشبكة
يُشير مفهوم معدل الإنتاجية واستهلاك عرض النطاق إلى متوسط معدل البتات المفيد الذي تُحققه شبكة الحاسب عبر رابط اتصال منطقي أو مادي، أو من خلال عقدة الشبكة.

### معدل نقل البيانات
يشير معدل نقل البيانات إلى متوسط معدل البتات الصافي الذي تم تحقيقه وتسليمه إلى طبقة التطبيق، بعد استبعاد جميع ترويسات البروتوكولات وعمليات إعادة إرسال حزم البيانات.

### اتجاهات التقدم
فيما يلي أمثلة على معدلات البتات الصافية للطبقة المادية في واجهات وأجهزة الاتصالات القياسية المقترحة:
| الموديمات | شبكة إيثرنت | شبكة محلية لاسلكية | بيانات الهاتف المحمول |
| --- | --- | --- | --- |
| - 1972: مكترح صوتي 300 باود - 1977: 1200 باود فاديك و بيل 212A - 1986: إدخال ISDN مع قنوات 64 كيبيت/س (144 كيبيت /س معدل البيت الإجمالي) - 1990: مودم V.32bis: 2400 / 4800 / 9600 / 19200 بت/س - 1994: مودم V.34 مع 28.8 كيبيت/س - 1995: مودم V.90 مع 56 كيبيت/س التيارات التيارية التالية، 33.6 كيبيت /س التياريات التيارية المتجهة للأسفل - 1999: مودم V.92 مع 56 كيبيت/س التيارات التدريجية، 48 كيبيت /س التيارين الصعودية - 1998: ADSL (ITU G.992.1) حتى 10 Mbit/s - 2003: ADSL2 (ITU G.992.3) حتى 12 Mbit/s - 2005: ADSL2+ (ITU G.992.5) إلى 26 Mbit/s - 2005: (VDSL2) (ITU G.993.2) إلى 200 ميغابت/ثانية - 2014: G.fast (ITU G.9701) يصل إلى 1000 Mbit/s | - 1975: تجربة 2.94 ميغابت/ث - 1981: 10 ميغابت/ث 10BASE5 - 1990: 10 Mbit/s 10BASE-T (زوج مُلتوي) - 1995: 100 ميغابت/ث أسرع إيثرنث إيثرنت سريع - 1999: جيجابيت إيثرنثإيثرنت جيجابيت - 2003: 10 جيجابيت إيثرنت - 2010: 100 جيجابيت إيثرنت - 2017: 200/400 جيجابيت إيثرنث200/400 جيجابيت إيثرنت | - 1997: آي تربل إي 802.11 2 ميغابت/ث - 1999: آي تربل إي 802.11 11 ميغابت/ث - 1999: 802.11a 54 ميغابت/ث - 2003: 802.11g 54 ميغابت/ث - 2007: آي تربل إي 802.11 600 ميغابت/ث - 2012: آي تربل إي 802.11 ~ 1000 ميغابت/ث | - الجيل الأول: - 1981: NMT 1200 بت/س - الجيل الثاني: - 1991: مركز مركزية GSM و D-AMPS 14.4 كيبيت/س - 2003: إدارة GSM EDGE 296 كيبيت/س منخفضة، 118.4 كيبيت /س ارتفعت - الجيل الثالث: - 2001: UMTS-FDD (WCDMA) 384 كيبيت/س - 2007: UMTS HSDPA 14.4 ميبيت/س - 2008: UMTS HSPA 14.4 Mbit/s إلى أسفل، 5.76 Mbit/س إلى الأعلى - 2009: HSPA+ (بدون MIMO) 28 Mbit/s تدفقات أسفل (56 Mbit/S مع 2 × 2 MIMO) ، 22 Mbit/س تدفقات صعودا - 2010: CDMA2000 EV-DO Rev. B 14.7 Mbit/s تدفقات أسفل - 2011: تسريع HSPA+ (مع MIMO) 42 ميغابت/س التيارات التنازلية - ما قبل الجيل الرابع: - 2007: WiMAX المحمول (IEEE 802.16e) 144 ميغابت/س منخفضة، 35 ميغابت /س ارتفاعا - 2009: LTE 100 Mbit/s تدفقات أسفل (360 Mbit/S مع MIMO 2×2) ، 50 Mbit/س تدفقات صعودية - الجيل الخامس |

## في سياق الوسائط المتعددة
يمثل معدل البتات في سياق الوسائط الرقمية المتعددة مقدار المعلومات أو التفاصيل التي يتم تخزينها لكل وحدة زمنية من التسجيل. ويعتمد معدل البتات على عدة عوامل:
- اختلاف الترددات
- اختلاف أعداد البتات
- اختلاف مخططات الترميز
- اختلاف خوارزميات ضغط البيانات واختلاف درجات الضغط

وبشكل عام تحدث المفاضلة في العوامل المذكورة أعلاه من أجل تحقيق التوازن بين تقليل معدل البتات وزيادة جودة الوسائط إلى الحد الأقصى عند تشغيلها. فمثلا إذا استخدم ضغط ذو خسارة على الوسائط فستخلف حالة إشارتها عن حالتها الأصلية.

## أنظر أيضا
- معدل الساعة
- بود